# Tim Blake Nelson

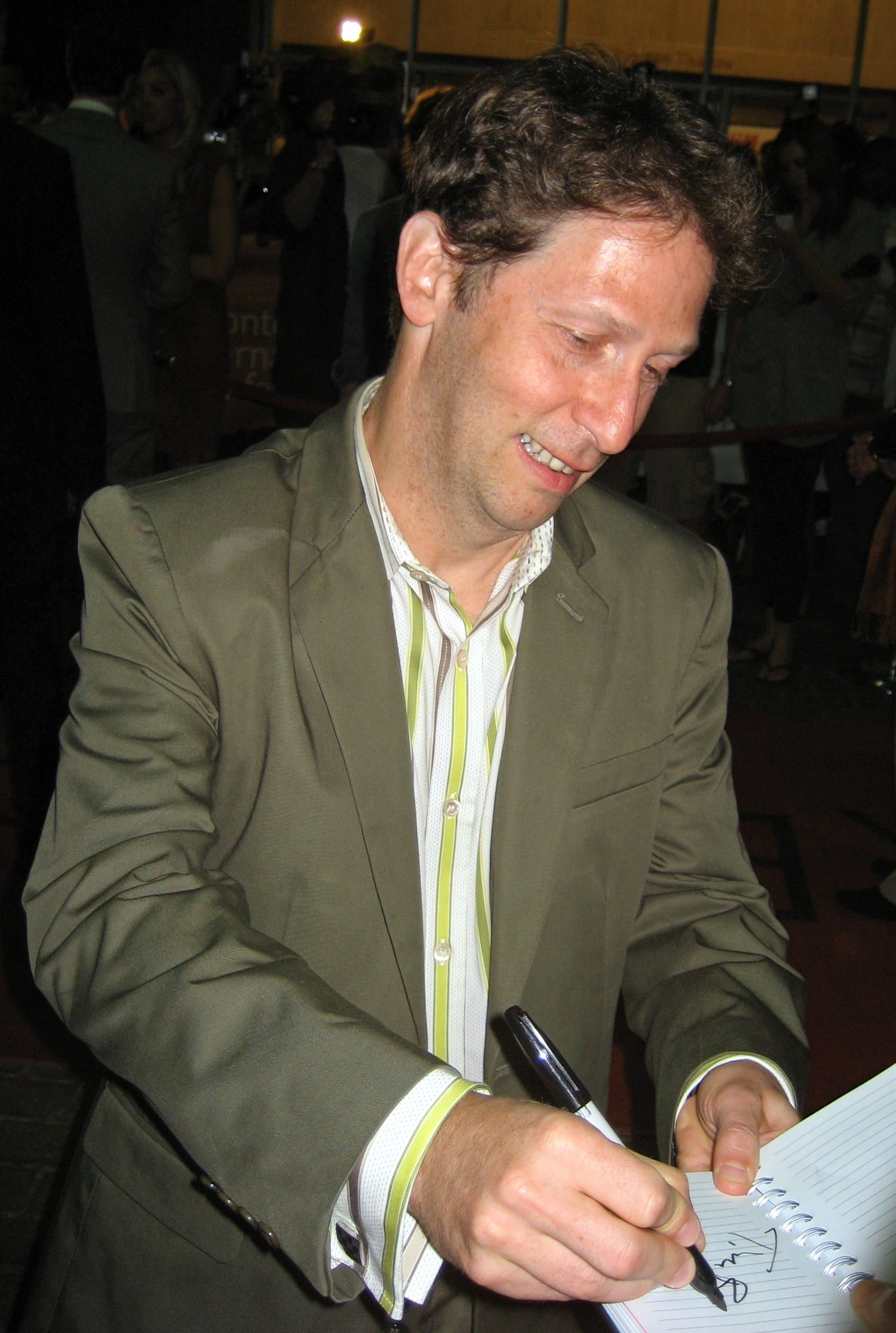
Tim Blake Nelson

Tim Blake Nelson (ur. 11 maja 1964 w Tulsie) – amerykański aktor, reżyser, scenarzysta i producent filmowy.

## Filmografia
- To jest moje życie (This Is My Life, 1992) jako Dennis
- Motel Blue 19 (1993) jako głos dorosłego Luthera
- Amator (Amateur, 1994) jako młody detektyw
- Waga ciężka (Heavy Weights, 1995) jako żeglarz z Camp Hope
- Karaluchy pod poduchy (Joe’s Apartment, 1996) jako Karaluch (głos)
- Szlak trupów (Dead Man’s Walk, 1996) jako Johnny Carthage
- Donnie Brasco (1997) jako technik FBI
- Cienka czerwona linia (The Thin Red Line, 1998) jako szeregowy Tills
- Bracie, gdzie jesteś? (O Brother, Where Art Thou?, 2000) jako Delmar O’Donnel
- Hamlet (2000) jako Flight Captain
- Raport mniejszości (Minority Report, 2002) jako Gideon
- Życiowe rozterki (The Good Girl, 2002) jako Bubba
- Dziękuję, Zoe (Cherish, 2002) jako Daly
- Wonderland (2003) jako Billy Deverell
- Kto pod kim dołki kopie... (Holes, 2003) jako pan Pendanski
- Żona dla dwóch (A Foreign Affair, 2003) jako Jake
- Scooby-Doo 2: Potwory na gigancie (Scooby Doo 2: Monsters Unleashed, 2004) jako Jacobo
- Ujęcie (The Last Shot, 2004)
- Poznaj moich rodziców (Meet the Fockers, 2004) jako oficer LeFlore
- My Suicidal Sweetheart (2005) jako doktor, Chief Nakahoma, Minister, Roger Bob
- Ciało za milion (The Big White, 2005) jako Gary
- Syriana (2005) jako Danny Dalton
- Warm Springs  (2005) jako Tom Loyless
- The Moguls (2005) jako Barney Macklehatton
- Nagrody Darwina (2006) jako Perp
- Fido (2006) jako pan Theopolis
- Come Early Morning (2006) jako wujek Tim
- The Astronaut Farmer (2007) jako Kevin Munchak
- Incredible Hulk (The Incredible Hulk, 2008) jako Samuel Sterns
- Co w trawce piszczy? (Leaves of Grass, 2009) jako Bolger (też reżyser, scenarzysta i producent)
- Z dystansu (Detachment, 2011) jako pan Wiatt
- Kiedy umieram (film) (As I Lay Dying, 2013) jako Anse
- Wściekłość i wrzask (The Sound and the Fury, 2014) jako ojciec
- Fantastyczna Czwórka (The Fantastic Four, 2015) jako Harvey Allen
- Najdłuższy marsz Billy’ego Lynna (Billy Lynn's Long Halftime Walk, 2016) jako Wayne
- Monstrum (Colossal, 2016) jako Garth
- Zniknięcie Sidneya Halla (The Vanishing of Sidney Hall, 2017) jako Johan Tidemand
- All Rise (2018) jako Leroy Sawicki
- Ballada o Busterze Scruggsie (The Ballad of Buster Scruggs, 2018) jako Buster Scruggs
- Watchmen (serial, 2019) jako Wade Tillman / Looking Glass
- Raport (The Report, 2019) jako Raymond Nathan
- Stary Henry (Old Henry, 2021) jako Henry